# Sukowicze (rejon brzostowicki)
Sukowicze – dawny zaścianek, położony w miejscu leżącym obecnie na Białorusi,  w obwodzie grodzieńskim, w rejonie brzostowickim, w sielsowiecie Koniuchy.
W dwudziestoleciu międzywojennym zaścianek leżał w Polsce, w województwie białostockim, w powiecie grodzieńskim, w gminie Indura.
Według Powszechnego Spisu Ludności z 1921 roku zaścianek zamieszkiwała 1 osoba, była wyznania rzymskokatolickiego i zadeklarowała polską przynależność narodową. Był tu 1 budynek mieszkalny.
Miejscowość należała do parafii rzymskokatolickiej i parafii prawosławnej w Indurze.
Podlegała pod Sąd Grodzki w Indurze i Okręgowy w Grodnie; właściwy urząd pocztowy mieścił się w Indurze.